# Décès en 836
Décès
- 832
- 833
- 834
- 835
- 836
- 837
- 838
- 839
- 840

Cette page dresse une liste de personnalités mortes au cours de l'année 836 :
- 4 janvier : Adalram, deuxième archevêque de Salzbourg et abbé du monastère de Saint-Pierre.
- 17 mars : Heito, évêque de Bâle.
- 31 août : Wala, moine bénédictin, abbé de l'abbaye Saint-Pierre de Corbie, puis abbé de Bobbio.
- 30 décembre : Lambert Ier de Nantes, comte de Nantes, marquis de Bretagne, puis duc de Spolète.

- Li Ao, lettré confucéen.
- Muhammad ben Idris, sultan idrisside.
- Herefrith (en), évêque de Winchester.
- Heungdeok de Silla (en), 42e roi de Silla (Corée).
- Isaac le Juif, diplomate de Charlemagne.
- Malamir, khanas (knyaz) des Bulgares.
- Matfrid d'Orléans, aristocrate franc.
- Giovanni Ier Participazio, 12e doge de Venise.
- Aznar Sanche, comte de la Vasconie citérieure (Duché de Vasconie) et de Jaca.
- Wang Zhixing (en), prince de Yanmen et général chinois.